# 布川智子
布川 智子（ふかわ ともこ、1968年〈昭和43年〉8月30日 - ）は、日本の元アイドル、食育アドバイザー兼タレント。エース所属。本名および現芸名は、荻野 智子（おぎの ともこ、旧姓・布川）。神奈川県川崎市出身。明治大学付属中野高校夜間部卒業。

## 来歴
1986年1月、フジテレビ系バラエティー番組『夕やけニャンニャン』の「ザ・スカウト アイドルを探せ!」に出演し合格、おニャン子クラブ会員番号33番としてデビュー。同年3月に発表された「会員番号の唄」およびおニャン子クラブの全国縦断コンサート「あぶな〜い課外授業」参加者の中では末尾の番号となった。
1986年7月、おニャン子クラブの5枚目のシングル「お先に失礼」でフロントボーカルの一員に選ばれる。その後もアルバム曲を含め数曲のメインボーカルを担当。1987年9月の解散時まで在籍。その後は目立った芸能活動はしていなかったが、2002年のおニャン子クラブ再結成に参加している。
大阪府の男性と結婚し大阪府に在住、3児の母となっていたが、2011年にトゥインクル・コーポレーションに所属し芸能活動を再開した。その後、2019年11月29日に投稿した自身の公式ブログで株式会社I.Y.Oとの間で業務提携で所属することを公表した。しかし、同提携先との間に生じたトラブルにより、2020年9月に提携を解消した。その後、2021年7月7日にエースに所属したことを公表した。

## 家族・親族
兄は元シブがき隊の布川敏和。元義姉は元アイドルで女優のつちやかおり。甥は俳優の布川隼汰。姪はモデルの布川桃花である。
娘の荻野心は、2018年に“日本一かわいい女子中学生”を決める「JCミスコン2018」で準グランプリを受賞。2020年8月よりローカルアイドルグループ「OS☆U」の11期生として加入し、アイドルとして活動を開始し、ポップティーンのレギュラーモデルを経て、現在は、PureGi（ぷれっぢ）のメンバーとして活動している。

## エピソード
「ザ・スカウト アイドルを探せ!」に登場した際はその（布川）姓だけでなく顔つきからも、当時人気アイドルであり『夕やけニャンニャン』レギュラーでもあったシブがき隊のメンバー・布川敏和の妹であることは一目瞭然であった。またオーディション中、とんねるずより再三「フッくん、フッくん」と呼ばれ、「今週はもう決まってるから」なる発言もあった。本人が自ら家族関係に触れることはなかったが、布川敏和がアイドル雑誌『明星』で兄妹の写真を「妹の智子」と披露し、事実上の公言とした。
自身がおニャン子クラブに入る以前からメンバーの城之内早苗とは高校の同級生であった。同級生は他に芳本美代子、中村繁之などがいた。
当時、おニャン子クラブで仲のよかったメンバーに新田恵利、高井麻巳子、城之内早苗などを挙げている。また、現在も交流があるメンバーは、城之内早苗、生稲晃子、富川春美などを挙げている。なお、富川の近況は荻野の公式ブログで不定期に投稿しており、そこで確認することができる。

## おもな出演
- 夕やけニャンニャン（1986年1月 - 1987年8月、フジテレビ系）
- 月曜ドラマランド（フジテレビ系）
  - 「おニャン子学園危機イッパツ!・とんだ放課後」（1986年5月）
  - 「探偵桃がたり」（1986年10月）
- 木曜ドラマストリート「あぶない課外授業」（1986年6月、フジテレビ系）

## おニャン子クラブでのメインボーカル楽曲
- お先に失礼（5枚目のシングル）
- 早口言葉でサヨナラを
- ハートに募金を（アルバム『SIDE LINE』）
- 未完成なジグソーパズル（アルバム『Circle』）
- 赤道探検隊（アルバム『Circle』 ）
- ウェディングドレス（9枚目のシングル）
- 私をよろしく